# Cairo
Cairo (Tiếng Ả rập: القاهرة‎  chuyển tự: al-Qāhirah, bắt nguồn từ tiếng Ả Rập nghĩa là "khải hoàn") là thủ đô của Ai Cập. Dân số vùng đô thị Cairo là 18 triệu người. Cairo là vùng đô thị lớn thứ 17 về mặt dân số của thế giới, thứ 10 năm 2004 về tiêu chí này. Cairo là vùng đô thị đông dân nhất châu Phi.  Lưu trữ ngày 23 tháng 8 năm 2012 tại Wayback Machine
Cairo là thành phố lớn nhất trong thế giới Ả Rập. Vùng đô thị của nó, với dân số hơn 20 triệu, là khu vực lớn nhất ở châu Phi, thế giới Ả Rập và Trung Đông, và lớn thứ 6 trên thế giới. Cairo gắn liền với Ai Cập cổ đại, vì quần thể kim tự tháp Giza nổi tiếng và thành phố cổ Memphis nằm trong khu vực địa lý của nó. Nằm gần đồng bằng sông Nile, Cairo được triều đại Fatimid thành lập vào năm 969, nhưng vùng đất tạo nên thành phố ngày nay là nơi tọa lạc của các thủ đô quốc gia cổ đại mà tàn tích vẫn còn được nhìn thấy trong các phần của Cairo Cũ. Cairo từ lâu đã trở thành trung tâm của đời sống chính trị và văn hóa của khu vực, và được mệnh danh là "thành phố của một nghìn tháp" vì sự nổi tiếng của kiến trúc Hồi giáo. Cairo được coi là Thành phố Thế giới với phân loại "Beta +" theo GaWC.
Cairo có ngành điện ảnh và âm nhạc lâu đời nhất và lớn nhất trong thế giới Ả Rập, cũng như cơ sở đào tạo đại học lâu đời thứ hai trên thế giới, Đại học Al-Azhar. Nhiều cơ quan truyền thông, doanh nghiệp và tổ chức quốc tế có trụ sở khu vực tại thành phố; Liên đoàn Ả Rập đã có trụ sở chính ở Cairo trong phần lớn thời gian tồn tại của nó.
Với dân số hơn 9 triệu người trải rộng trên 3.085 km vuông, Cairo cho đến nay là thành phố lớn nhất ở Ai Cập. Thêm 9,5 triệu cư dân sống gần thành phố. Cairo, giống như nhiều siêu đô thị khác, phải chịu mức độ ô nhiễm và giao thông cao. Tàu điện ngầm Cairo là một trong hai hệ thống tàu điện ngầm duy nhất ở Châu Phi (hệ thống còn lại ở Algiers, Algeria), và được xếp hạng trong số 15 hệ thống bận rộn nhất trên thế giới, với hơn 1 tỷ hành khách hàng năm. Nền kinh tế Cairo được xếp hạng đầu tiên ở Trung Đông vào năm 2005, và thứ 43 trên toàn cầu về Chỉ số các thành phố toàn cầu năm 2010 của Foreign Policy.

## Tên gọi
Phạm Phú Thứ trong phái đoàn của Phan Thanh Giản khi sang Pháp cố chuộc lại các tỉnh Nam Kỳ cho nhà Nguyễn, trên chuyến hải hành có ghé Cairo và ông phiên âm là Kê Thành ghi lại trong Tây hành nhật ký nên trong sử Việt Cairo cũng có tên tiếng Việt.
Trong khi al-Qāhirah là tên chính thức của thành phố, theo tiếng địa phương, thành phố được gọi đơn giản là tên của đất nước Miṣr (مصر) hay phát âm Maṣr theo phương ngữ.

## Lịch sử

### Định cư ban đầu

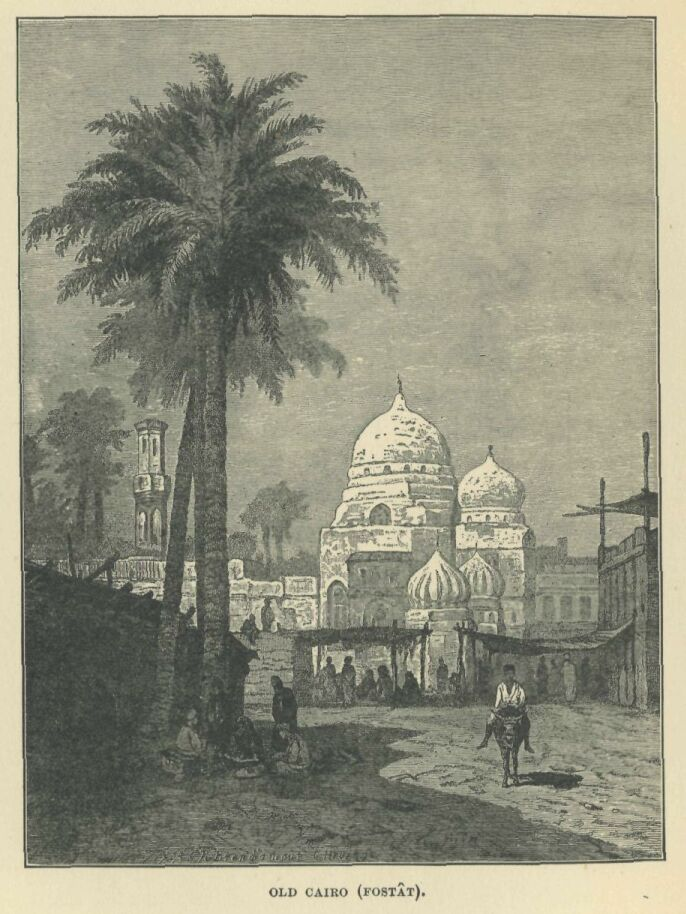
A rendition of Fustat from A.S. Rappoport's History of Egypt

Khu vực xung quanh Cairo ngày nay đặc biệt là Memphis từng là tâm điểm của Ai Cập cổ đại do vị trí chiến lược của nó nằm ngay phần thượng nguồn của đồng bằng châu thổ sông Nile. Tuy nhiên, các nguồn gốc về thành phố hiện đại thường được xem là những khu định cư trong thiên niên kỷ 1. Vào khoảng thế kỷ 4, khi Memphis đang trên đà suy sụp nghiêm trọng, người La Mã đã thành lập một thị trấn pháo đài dọc theo bờ đông của sông Nile. Pháo đài này có tên là Babylon, hiện là cấu trúc cổ nhất trong thành phố. Nó cũng có vai trò là hạt nhân của cộng đồng Chính thống giáo Copt, tách biệt với Giáo hội Rôma và Byzantine vào cuối thế kỷ 4. Nhiều nhà thời Copt cổ nhất của Cairo, trong đó có Nhà thờ Treo, nằm dọc theo các bức tường của pháo đài trong một phần của thành phố được gọi là Cairo Copt.

### Thời Ottoman

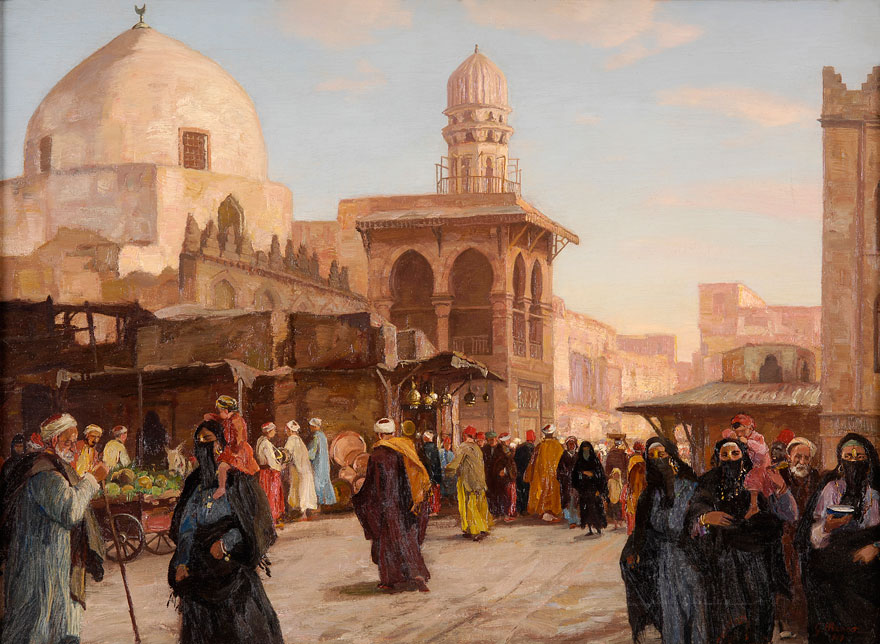
Cairo thế kỷ 19

## Địa lý

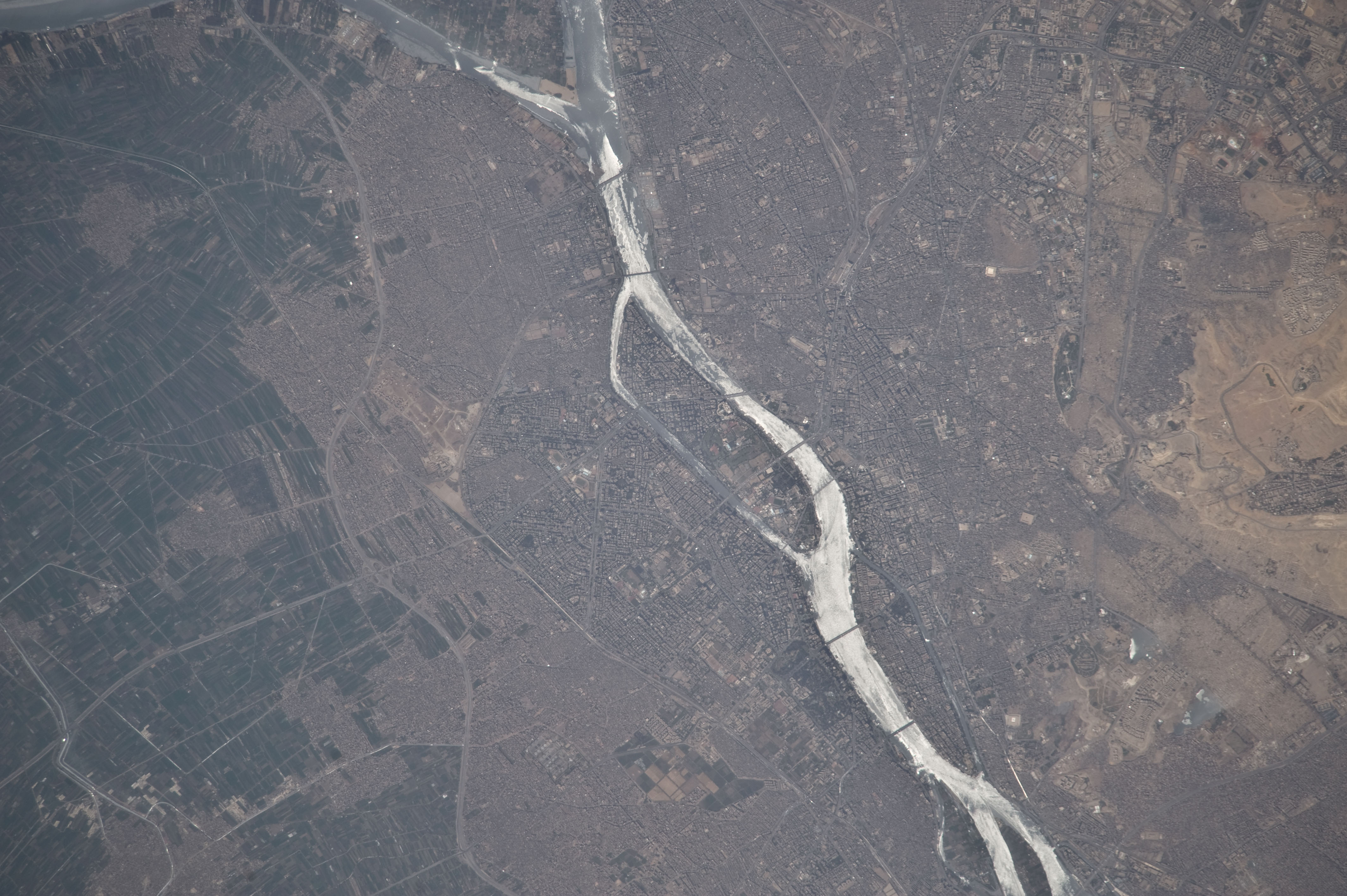
Cairo nhìn từ không gian

Cairo nằm ở miền bắc Ai Cập, còn gọi là hạ Ai Cập cách phía nam của Địa Trung Hải 165 km, cách phía tây của Vịnh Suez và kênh đào Suez 120 km. Thành phố nằm dọc theo sông Nile, tại vị trí ngay khi thung lũng này rời khỏi ranh giới với sa mạc và các nhánh của nó chảy vào vùng châu thổ sông Nile. Mặc dù vùng đô thị Cairo mở rộng từ sông Nile theo mọi hướng, nhưng thành phố Cairo chỉ nằm trên bờ đông của dòng sông và 2 đảo nằm trong lòng sông với diện tích 453km2.

## Khí hậu
| Dữ liệu khí hậu của Cairo                                                                        | Dữ liệu khí hậu của Cairo | Dữ liệu khí hậu của Cairo | Dữ liệu khí hậu của Cairo | Dữ liệu khí hậu của Cairo | Dữ liệu khí hậu của Cairo | Dữ liệu khí hậu của Cairo | Dữ liệu khí hậu của Cairo | Dữ liệu khí hậu của Cairo | Dữ liệu khí hậu của Cairo | Dữ liệu khí hậu của Cairo | Dữ liệu khí hậu của Cairo | Dữ liệu khí hậu của Cairo | Dữ liệu khí hậu của Cairo |
| Tháng                                                                                            | 1                         | 2                         | 3                         | 4                         | 5                         | 6                         | 7                         | 8                         | 9                         | 10                        | 11                        | 12                        | Năm                       |
| ------------------------------------------------------------------------------------------------ | ------------------------- | ------------------------- | ------------------------- | ------------------------- | ------------------------- | ------------------------- | ------------------------- | ------------------------- | ------------------------- | ------------------------- | ------------------------- | ------------------------- | ------------------------- |
| Cao kỉ lục °C (°F)                                                                               | 31.0 (87.8)               | 34.2 (93.6)               | 37.9 (100.2)              | 43.2 (109.8)              | 47.8 (118.0)              | 46.4 (115.5)              | 42.6 (108.7)              | 43.4 (110.1)              | 43.7 (110.7)              | 41.0 (105.8)              | 37.4 (99.3)               | 30.2 (86.4)               | 47.8 (118.0)              |
| Trung bình ngày tối đa °C (°F)                                                                   | 18.9 (66.0)               | 20.4 (68.7)               | 23.5 (74.3)               | 28.3 (82.9)               | 32.0 (89.6)               | 33.9 (93.0)               | 34.7 (94.5)               | 34.2 (93.6)               | 32.6 (90.7)               | 29.2 (84.6)               | 24.8 (76.6)               | 20.3 (68.5)               | 27.7 (81.9)               |
| Trung bình ngày °C (°F)                                                                          | 13.6 (56.5)               | 14.9 (58.8)               | 16.9 (62.4)               | 21.2 (70.2)               | 24.5 (76.1)               | 27.3 (81.1)               | 27.6 (81.7)               | 27.4 (81.3)               | 26.0 (78.8)               | 23.3 (73.9)               | 18.9 (66.0)               | 15.0 (59.0)               | 21.4 (70.5)               |
| Tối thiểu trung bình ngày °C (°F)                                                                | 9.0 (48.2)                | 9.7 (49.5)                | 11.6 (52.9)               | 14.6 (58.3)               | 17.7 (63.9)               | 20.1 (68.2)               | 22.0 (71.6)               | 22.1 (71.8)               | 20.5 (68.9)               | 17.4 (63.3)               | 14.1 (57.4)               | 10.4 (50.7)               | 15.8 (60.4)               |
| Thấp kỉ lục °C (°F)                                                                              | 1.2 (34.2)                | 3.6 (38.5)                | 5.0 (41.0)                | 7.6 (45.7)                | 12.3 (54.1)               | 16.0 (60.8)               | 18.2 (64.8)               | 19.0 (66.2)               | 14.5 (58.1)               | 12.3 (54.1)               | 5.2 (41.4)                | 3.0 (37.4)                | 1.2 (34.2)                |
| Lượng Giáng thủy trung bình mm (inches)                                                          | 5.0 (0.20)                | 3.8 (0.15)                | 3.8 (0.15)                | 1.1 (0.04)                | 0.5 (0.02)                | 0.1 (0.00)                | 0.0 (0.0)                 | 0.0 (0.0)                 | 0.0 (0.0)                 | 0.7 (0.03)                | 3.8 (0.15)                | 5.9 (0.23)                | 24.7 (0.97)               |
| Số ngày giáng thủy trung bình (≥ 0.01 mm)                                                        | 3.5                       | 2.7                       | 1.9                       | 0.9                       | 0.5                       | 0.1                       | 0.0                       | 0.0                       | 0.0                       | 0.5                       | 1.3                       | 2.8                       | 14.2                      |
| Độ ẩm tương đối trung bình (%)                                                                   | 59                        | 54                        | 53                        | 47                        | 46                        | 49                        | 58                        | 61                        | 60                        | 60                        | 61                        | 61                        | 56                        |
| Số giờ nắng trung bình tháng                                                                     | 213                       | 234                       | 269                       | 291                       | 324                       | 357                       | 363                       | 351                       | 311                       | 292                       | 248                       | 198                       | 3.451                     |
| Nguồn 1: Tổ chức Khí tượng Thế giới (1971–2000), NOAA for mean, record high and low and humidity |                           |                           |                           |                           |                           |                           |                           |                           |                           |                           |                           |                           |                           |
| Nguồn 2: Viện Khí tượng Đan Mạch(nắng, 1931–1960)                                                |                           |                           |                           |                           |                           |                           |                           |                           |                           |                           |                           |                           |                           |

## Những người Cairo nổi tiếng
- Abu Sa'id al-Afif - Fifteenth Century Samaritian
- Boutros Boutros-Ghali, cựu Tổng Thư ký của Liên hiệp quốc
- Mohamed ElBaradei, Giải Nobel Hòa bình 2005
- Ahmed Hossam, cầu thủ bóng đá
- Naguib Mahfouz, Giải Nobel Văn học 1988
- Omar Sharif, diễn viên đề cử cho Giải Oscar
- Ahmed Zewail, Giải Nobel Hóa học 1999

## Thành phố kết nghĩa
Các thành phố kết nghĩa với Cairo gồm:
Châu Mỹ
- Thành phố New York, Hoa Kỳ[9]
- Houston, Hoa Kỳ (1998)
- Ottawa, Ontario, Canada (1989)

Châu Á
- Bắc Kinh, Trung Quốc (1990)
- Seoul, Hàn Quốc (1997)
- Tokyo, Nhật Bản (1990)
- Tây An, Trung Quốc (1997)

Châu Âu
- Barcelona, Tây Ban Nha (1992)
- Stuttgart, Đức (từ 1979)
- Frankfurt, Đức (1979)
- Istanbul, Thổ Nhĩ Kỳ (1988)
- Minsk, Belarus (1998)
- Paris, Pháp (1985)
- Sarajevo, Bosnia và Herzegovina (không rõ ngày)

Châu Phi
- Khartoum, Sudan